# Per sempre
"Per sempre" är den sjätte musiksingeln från den italienska sångerskan Nina Zilli. Låten släpptes den 15 februari 2012 som den första singeln från Zillis andra studioalbum L'amore è femmina efter att hon framfört låten i San Remo-festivalen. Låten är skriven av Zilli själv i samarbete med Roberto Casalino. Låten debuterade på femte plats på den italienska singellistan den 23 februari.

## Eurovision
Den 18 februari 2012 vann Nina Zilla äran att få representera Italien i Eurovision Song Contest 2012 efter att ha framfört "Per sempre" i San Remo-festivalen. Det var från början inte bestämt om "Per sempre" skulle bli Italiens bidrag eller om Zilli skulle framföra en annan sång i Baku i Azerbajdzjan. I början av mars meddelades det att Zilli skulle framföra en omgjord version av "Per sempre" i finalen den 26 maj. Den 13 mars meddelades det dock att "Per sempre" inte skulle vara Italiens bidrag i årets upplaga av ESC, utan att istället Zillis låt "L'amore è femmina" från albumet med samma titel skulle vara det.

## Listplaceringar
| Lista (2012) | Topplacering |
| ------------ | ------------ |
| Italien      | 5            |